# نذير حمدان
الدكتور نذير حمدان (1931 - 2016)، هو مؤلف سوري.
ولد في دمشق عام 1931 وحصل على شهادتي الثانوية العامة الفرع الأدبي والثانويه الشرعية عام 1949. وفي عام 1950 التحق بجامعة دمشق وحصل على شهادة الثقافة العامة من كلية الآدب عام 1955 بالتزامن مع الشهادة العالية (اجازه) من كلية الشريعة في جامعة الأزهر ثم تابع تحصيله العلمي ونال شهادتي تاريخ العرب والإسلام وعلوم اللغة العربية(اجازه) من كليه الآداب في جامعة دمشق عام 1960. وفي عام 1961  التحق المؤلف بكلية التربية في جامعة دمشق وحصل على شهادة الدكتوراه في التربية وعلوم اللغة العربية عام 1964.

## مساهمات وأعمال
ساهم  في إدارة عدة مدارس ثانويه والإشراف على عده مدارس أجنبيه عند التاميم وعمل كمدرس أول في القسم الثانوي لمادتي التربية الإسلامية واللغة العربية ثم بعد ذلك عمل كمحاضر في الجامعات السورية وساهم في اعداد مناهج التربية الإسلامه فيها
عمل المؤلف كمحاضر في جامعه ام القرى بالطاثف لمواد الثقافة الإسلامية وحاضر العالم الإسلامي والغزو الفكري والتربية واشرف على تدريب اساتذه التربية الإسلامية حديثي التخرج من الناحية التربويه
القى المؤلف عده محاضرات تربويه وثقافيه وشارك في عده مؤتمرات ونوادي ثقافيه وساهم في تحقيق عده كتب منها تعليم المتعلم للزرنوجي والجزء الثامن لسير اعلام النبلاء للذهبي

## كتب ومؤلفات
ساهم المؤلف في كتابه العديد من المقالات والأبحاث والتحقيقات البناءة في عدة مجلات عربيه وإسلامية منها مجله التضامن الإسلامي ومجله منار الإسلام ومجله الفيصل ومجله الدوحة والمجلة العربية
ساهم المؤلف في ائراء عده مؤلفات وابحاث وكتب منها المصحف القيم -الظاهرة العقليه في القرآن الكريم - الظاهرة الروحية في القرآن الكريم -الظاهرة الجماليه في القرآن الكريم - الظاهرة القيميه في القرآن الكريم - الظاهرة الاجتماعية والاقتصاديه في القرآن الكريم - الضوء واللون في القرآن الكريم
كما عمل على تاليف بعض الموسوعات الفلسفيه الحكميه منها الحق - الخير - الجمال - العمل وتطبيقاته - حضاره الزمان والمكان الأخلاق الإسلامية
الموسوعات الحضاريه منها الموطأت - حكمه القرآن والحضارة المرأة - الرجل - دمشق والحضارة - المسؤليه ارتقاء - المثل الأعلى
الموسوعات الفكرية - الغزو الفكري - مستشرقون سياسيون جامعيون مجمعيون - الرسول في كتابات المستشرقين - الاستعراب والاستغراب - اللغة العربية
كتاب (الرسول - صلى الله عليه وسلم- في كتابات المستشرقين) من مطبوعات رابطة العالم الإسلامى
```
دعوة الحق
  السنة الأولى 1401 هـ - جمادى الثانية العدد 3 - دار الأصفهانى للطباعة 
بجدة
```

## وفاته
توفي الدكتور نذير حمدان في مدينة دمشق في اليوم 30 أبريل 2016 بعد أن قدم أكثر من أربعين عاماً من أعمال الدعوة والتعليم والتربية والعناية بالمجتمع.